# Dandy Dungeon: Legend of Brave Yamada
Dandy Dungeon: Legend of Brave Yamada est un jeu vidéo de puzzle et de rôle développé et édité par DMM Games, sorti en 2017 sur iOS et Android.

## Système de jeu
Yamada est un programmeur de 36 ans qui décide de devenir développeur indépendant. Il crée son jeu vidéo, Dandy Dungeon, dans lequel il se trouve plongé. Le but du jeu est alors de franchir chaque étage d'un donjon de jeu de rôle en marchant sur chacun de ses dalles.

## Accueil
- Canard PC : 8/10[1]
- Destructoid : 9,5/10[2]
- TouchArcade : 5/5[3]